# HAT-P-38
HAT-P-38 eller Horna, är en ensam stjärna belägen i mellersta delen av stjärnbilden Triangeln. Den har en skenbar magnitud av ca 12,51 och kräver ett teleskop för att kunna observeras. Baserat på parallax enligt Gaia Data Release 3 på ca 3,97 mas beräknas den befinna sig på ett avstånd av ca 821 ljusår (ca 252 parsec) från solen. Den rör sig närmare solen med en heliocentrisk radialhastighet av ca -20 km/s.

## Egenskaper
HAT-P-38 är en gul till orange stjärna i huvudserien av spektraltyp G5. Den har en massa av ca 0,89 solmassa, en radie av ca 1,01 solradie och utsänder energi från dess fotosfär motsvarande ca 0,68 gånger solen vid en effektiv temperatur av ca 5 300 K. Stjärnan har ett lätt överskott av metaller med ett järninnehåll motsvarande 1,15 gånger det hos solen.

## Nomenklatur
År 2019 gavs HAT-P-38, på förslag av Finland, namnet Horna i den andra NameExoWorlds-kampanjen inom ramen för IAU:s 100-årsjubileum. Horna, betecknar helvetet eller underjorden i den finska mytologi.

## Planetsystem
År 2012 upptäcktes genom transitmetoden en het Saturnus, HAT-P-38 b, i en snäv bana med en omloppsperiod av 4 dygn. Exoplaneten har en massa och radie liknande den hos Saturnus. Ett rapport från 2017 som jämförde HAT-P-38b och WASP-67b fann att det fanns vattenånga i planetens atmosfär. HAT-P-38b hade en högre mängd vattenånga jämfört med den senare, vilket tyder på att planeten är fri från moln eller dis i dess övre atmosfär.
| Planet    | Massa            | Halv storaxel (AE) | Siderisk omloppstid (d) | Excentricitet       | Inklination | Radie                    |
| --------- | ---------------- | ------------------ | ----------------------- | ------------------- | ----------- | ------------------------ |
| b (Hiisi) | 0.267 ± 0,020 MJ | 0,05239 ± 0,00085  | 4,6403288 ± 0,0000011   | <0,055 +0,172−0,058 | 88,3 ± 0,7° | ca 0,825 +0,092−0,063 RJ |